# 중화인민공화국 국적 어선의 불법 조업 문제
중화인민공화국 국적 어선의 불법 조업은 중화인민공화국 국적 어선이 동중국해 및 남중국해 주변국의 배타적 경제 수역에서 무등록 선박을 포함한 여러 어선들이 불법적으로 벌이는 조업을 말한다. 대한민국과 일본은 중화인민공화국의 이러한 불법 조업에 대해 공동 대처를 할 것으로 알려졌다.

## 역사
1992년 1월, 대한민국 영해를 침범해서 고기를 잡던 중국 어선 4척이 해경과 수산청 지도선에 최초로 나포되었다.
2016년 10월 7일, 중국 어선이 해경 고속단정을 들이받아 침몰시키고 달아났다.
2016년 10월 11일, 해경은 단속 강화 대책을 통해 M60기관총, 20mm, 40mm 벌컨포 등 공용화기를 사용하겠다고 발표했다.
2016년 11월 1일 오후 5시 6분, 인천 옹진군 소청도 앞바다에서 불법 조업하는 중국 어선 30여척을 발견, 나포에 저항하는 어선들을 향해 대한민국 해경은 최초로 불법 조업중인 중국 어선들에 M60 기관총 약 700발을 발사했다.
당시 현장에는 3000톤급 경비함 2척, 1500톤급 경비함 1척, 1000톤급 경비함 2척 등 중부해경 기동전단 5척이 있었고, 이 가운데 4척이 일제히 M60 기관총을 670여 발 쏘았다.
2016년 11월 2일, 중국 외교부는 정례브리핑에서, 화춘잉(華春瑩) 대변인이 "중국은 한국 측의 무력을 사용한 폭력적인 법 집행 행위에 강력한 불만을 표시한다"고 말했다.
2016년 11월 30일, 한 달 동안 기관포를 발포한 결과, 국민안전처는 2015년 11월 한달간 3953척의 불법중국어선이 우리 수역을 침범했으나 2016년 11월에는 1712척만이 우리 수역을 침범, 전년대비 2241척(57% ) 감소했다고 밝혔다.